# Winston (Zigarettenmarke)

Das Logo der Marke

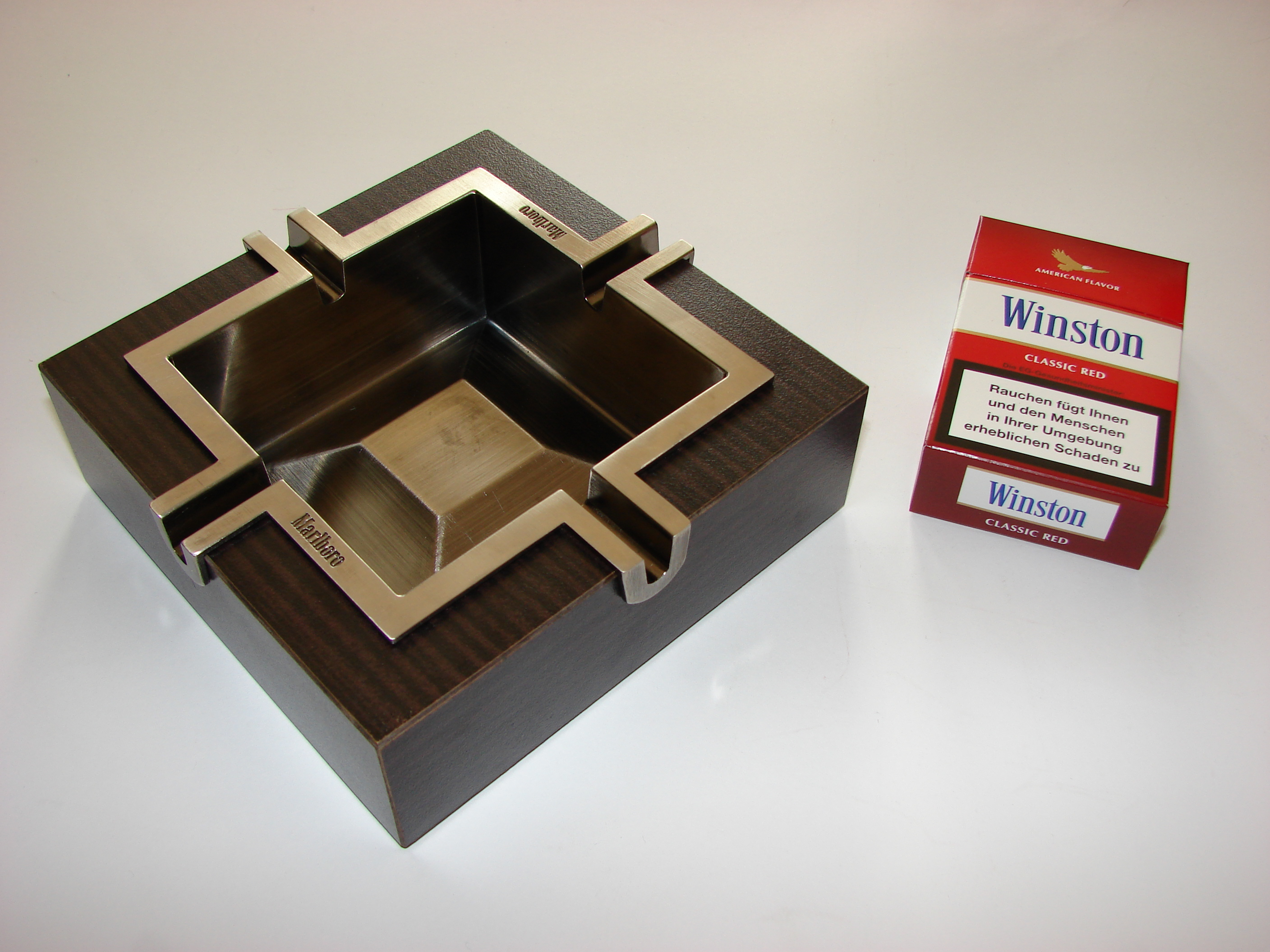
Marlboro-Aschenbecher und Winston-Zigarettenschachtel

Winston-Zigaretten wurden durch die R.J. Reynolds Tobacco Company hergestellt. R.J. Reynolds wurde Ende des 19. Jahrhunderts in den USA gegründet und entwickelte sich mit bekannten Marken wie Camel zu einem führenden Wettbewerber auf dem globalen Zigarettenmarkt.
1999 übernahm Japan Tobacco den Geschäftsbereich R.J. Reynolds International (RJRI), um im weltweiten Markt vertreten zu sein. Das Unternehmen, das daraus entstand, heißt JT International.
Die Marke Winston wurde 1954 eingeführt und war von 1966 bis 1972 die meistverkaufte Zigarette in den USA, was durch den Erfolg des Marketing-Slogans „Winston tastes good like a cigarette should“ (deutsch: „Winston schmeckt so gut wie eine Zigarette schmecken sollte“) begründet sein dürfte.
Auch heute ist Winston noch unter den Top-10-Marken in den Vereinigten Staaten vertreten. Seit Februar 2022 sind in Deutschland folgende Varianten verfügbar: Winston Red, Winston Blue, Winston Black.